# Earl L. Brewer
Earl Leroy Brewer, född 11 augusti 1869 i  Carroll County, Mississippi, död 10 mars 1942 i Jackson, Mississippi, var en amerikansk demokratisk politiker. Han var Mississippis guvernör 1912–1916.
Brewer studerade juridik och inledde 1892 sin karriär som advokat i Mississippi. År 1902 flyttade han till Clarksdale i samband med att han tillträdde tjänsten som distriktsåklagare. I guvernörsvalet 1911 fick han inga motkandidater i demokraternas primärval och vann sedan lätt mot socialisten S.W. Rose i själva guvernörsvalet.
Brewer efterträdde 1912 Edmond Noel som Mississippis guvernör och efterträddes 1916 av Theodore G. Bilbo.
Brewer avled 1942 i Jackson och gravsattes i Clarksdale.